# USS LST-71
O USS LST-71 foi um navio de guerra norte-americano da classe LST que operou durante a Segunda Guerra Mundial.